# クレヨン (ウェブサイト)
クレヨン (英: Craiyon) は、AIによる画像生成が利用できるウェブサイトである。2023年9月現在、無料で利用できる。

## 概要
OpenAIの画像生成モデル「DALL・E」をオープンソースで再現したものである。Boris DaymaがAIモデルを訓練し、Pedro Cuencaがサーバーのバックエンドを作成した。当初は「DALL・E mini」という名前でHugging Face内で提供されていたが、OpenAIのDALL・EやDALL・E2と区別するため「Craiyon」に改名された。旧名にminiとあるように、Craiyonの生成画像サイズは本家DALL・Eよりも小さい。
テキストを入力するだけでAIが9つの画像を自動生成する。テキストボックス下部の"Art"、"Drawing"、"Photo"のアイコンを押すことでそれぞれ絵画風、イラスト風、写真風に指定することができる。生成に約1分を要し、画像精度もMidjourneyやPlaygroud AIなどの他の画像生成ツールに比較するとやや低い。しかし、シンプルで使いやすいため、ライトユーザーに向いている。サービスの利用は基本的には無料であるが、有料サービスも存在する。画像の利用に関しては、有料サービスに登録していない場合、ライセンスの明記が必要である。